# Immutable Infrastructure
Immutable Infrastructure（イミュータブル　インフラストラクチャ）は不変なサーバー基盤のこと。具体的には、一度サーバーを構築したらその後はサーバーのソフトウェアに変更を加えないことを意味する。
通常、サーバーにはソフトウェア構成の変更がしばしば行われ、場合によってはそれがアプリケーションの安定稼働に大きな影響をもたらすことがある。また、アプリケーションがサーバーソフトウェアに変更を加え、サーバー環境が破壊されてしまうこともある。
しかしながら、Immutable Infrastructureの考え方では、サーバーのソフトウェア構成を一定に固定し、アプリケーションをDockerなどの仮想環境上で稼働させることで、ホストOS自体への変更を行わないようにして安定的にアプリケーションを稼働させる仕組みとなっている。アプリケーションを稼働させる仮想環境自体はいつでも廃棄・生成可能な仕様とすることで、アプリケーションを環境による問題から解放して安定稼働させることが可能になる。
en:LivingSocialの元シニアバイスプレジデントであるen:Chad Fowlerが自身のブログで使い、日本で流行し、バズワードとなった。
日本では「Immutable Infrastructureカンファレンス」が開催されている。